# Ferdinand Adolph Wilda
Ferdinand Adolph Wilda (* 18. Februar 1812 in Hamburg; † (?) September 1862 in Berlin) war ein deutscher Agrarwissenschaftler und Herausgeber eines landwirtschaftlichen Zentralblattes. 

## Leben und Wirken
Ferdinand Adolph Wilda, Sohn eines Lederhändlers, war sieben Jahre lang in der landwirtschaftlichen Praxis tätig, studierte  in Kiel und dann in Berlin, wo er zum Dr. phil. promoviert wurde. 1840 habilitierte er sich an der Universität Kiel. Als Privatdozent für Kameralwissenschaften hielt er hier bis 1845 Vorlesungen über „allgemeine und schleswig-holsteinische Landwirthschaft“. In seiner 1843 erschienenen Schrift Die Landwirthschaft als Wissenschaft und die Bildung des Landwirths forderte er eine naturwissenschaftlich orientierte Ausbildung der Landwirte.
Nach zwischenzeitlicher Tätigkeit als Lehrer für Mathematik an der Hamburger Realschule zog Wilda 1847 nach Leipzig. Dort gründete er 1853 ein zentrales bio-bibliographisches Fachjournal für Landwirtschaft unter dem Titel Landwirthschaftliches Centralblatt für Deutschland, das er bis zu seinem Tode herausgegeben hat. Seit 1860 lebte Wilda in Berlin.

## Hauptwerke
- Die Landwirthschaft als Wissenschaft und die Bildung des Landwirths. Ansichten und Wünsche zunächst mit Beziehung auf Schleswig-Holstein. Universitäts-Buchhandlung Kiel 1843.
- Landwirthschaftliches Centralblatt für Deutschland. Herausgegeben von Ferdinand Adolph Wilda. Hinrichs’sche Buchhandlung Leipzig, später Verlag Wiegandt Berlin. Jg. 1–10, 1853–1862.